# First Day of My Life
First Day of My Life (englisch für „Erster Tag von meinem Leben“) ist ein Lied der britischen Sängerin Melanie C aus dem Jahr 2005.

## Entstehung und Veröffentlichung
First Day of My Life wurde von Guy Chambers und Enrique Iglesias geschrieben und komponiert. Es basiert auf dem Titel Un nuovo giorno (2004) von Andrea Bocelli. Für die Produktion zeichnete Richard Flack verantwortlich.
Das Lied erschien erstmals am 30. September 2005 zeitgleich als Single sowie als Teil der Neuauflage des Studioalbums Beautiful Intentions.
In Deutschland wurde es unter anderem als Titelmusik der ZDF-Telenovela Wege zum Glück bekannt.

## Musikvideo
Das dazugehörige Musikvideo erschien ebenfalls 2005 und entstand unter der Regie von Nicolaj Georgiew an verschiedenen Schauplätzen in Hannover. Bis Mai 2023 zählte es über zehn Millionen Aufrufe bei YouTube.

## Rezeption

### Charts und Chartplatzierungen
| ChartsChartplatzierungen | Höchstplatzierung | Wochen |
| ------------------------ | ----------------- | ------ |
| Deutschland (GfK)        | 1 (26 Wo.)        | 26     |
| Österreich (Ö3)          | 2 (30 Wo.)        | 30     |
| Schweiz (IFPI)           | 1 (57 Wo.)        | 57     |

| ChartsJahrescharts (2005) | Platzierung |
| ------------------------- | ----------- |
| Deutschland (GfK)         | 12          |
| Österreich (Ö3)           | 7           |
| Schweiz (IFPI)            | 13          |

| ChartsJahrescharts (2006) | Platzierung |
| ------------------------- | ----------- |
| Deutschland (GfK)         | 26          |
| Österreich (Ö3)           | 29          |
| Schweiz (IFPI)            | 14          |

### Auszeichnungen für Musikverkäufe
Das Lied bekam für über 320.000 verkaufte Einheiten je eine Goldene und Platin-Schallplatte im deutschsprachigen Raum verliehen. Quellen zufolge soll es sich über 420.000 Mal verkauft haben.
| Land/Region        | Auszeichnungen für Musikverkäufe (Land/Region, Auszeichnung, Verkäufe) | Verkäufe |
| ------------------ | ---------------------------------------------------------------------- | -------- |
| Deutschland (BVMI) | Platin                                                                 | 300.000  |
| Schweiz (IFPI)     | Gold                                                                   | 20.000   |
| Insgesamt          | 1× Gold · 1× Platin ·                                                  | 320.000  |